# Lagunas de Cañada del Hoyo
Las lagunas de Cañada del Hoyo, en la provincia de Cuenca (España), son un complejo lagunar de tipo cárstico, constituido por siete lagunas (cinco lagunas y dos lagunillos) que se dividen en dos grupos: las lagunas del grupo superior (laguna Gitana o de la Cruz, laguna Tejo y lagunillo Tejo) y las del grupo inferior, que forman el conjunto propiedad de la finca Siete Leguas (laguna Parra, laguna Cardenillas, lagunillo Tortugas y laguna Llana).
Estas lagunas se encuentran situadas en la cuenca del río Guadazaón, en la serranía de los Palancares, en los Montes de Cuenca, a 40 km de la ciudad de Cuenca y a 3 km de Cañada del Hoyo.
Fueron declaradas Monumento Natural por la Junta de Comunidades de Castilla-La Mancha en el año 2007.
Cada una de las lagunas es de un color aparente diferente, debido a la presencia de microorganismos que hacen que cambie el color del agua a la vista del ojo humano, aunque si tomamos el agua con un vaso, en todas ellas es completamente transparente. Otro de los factores que hace que el agua cambie de color es la incidencia de la luz, el momento del día, la estación del año o el calor. El agua se mantiene limpia gracias a que no existen vertidos ni actividades contaminantes en su captación y a que se alimentan de aguas subterráneas y de la lluvia. Así, la laguna de la Gitana o de la Cruz que originalmente era azul, desde los años 80 es verde por la excesiva carga de baño que soporta; la del Tejo es azul oscuro y el lagunillo del Tejo es negro. Las del grupo inferior, la Parra es azul, Cardenillas es azul celeste, el lagunillo Tortugas negro y la Llana de color verde, debido a la presencia de vegetación sumergida. La formación geológica es similar a la de las cercanas Torcas de los Palancares, pero gracias al aporte del acuífero subterráneo, conjunto con el del río Guadazaón, tienen agua; aunque sus niveles descienden de año en año por causa de las extracciones de agua del acuífero. Incluso en un paseo por los alrededores de las lagunas podremos descubrir la existencia de otras torcas sin agua, tal y como se observa perfectamente en las imágenes aéreas de la zona. En total se han contabilizado 34 torcas.

## Grupo superior

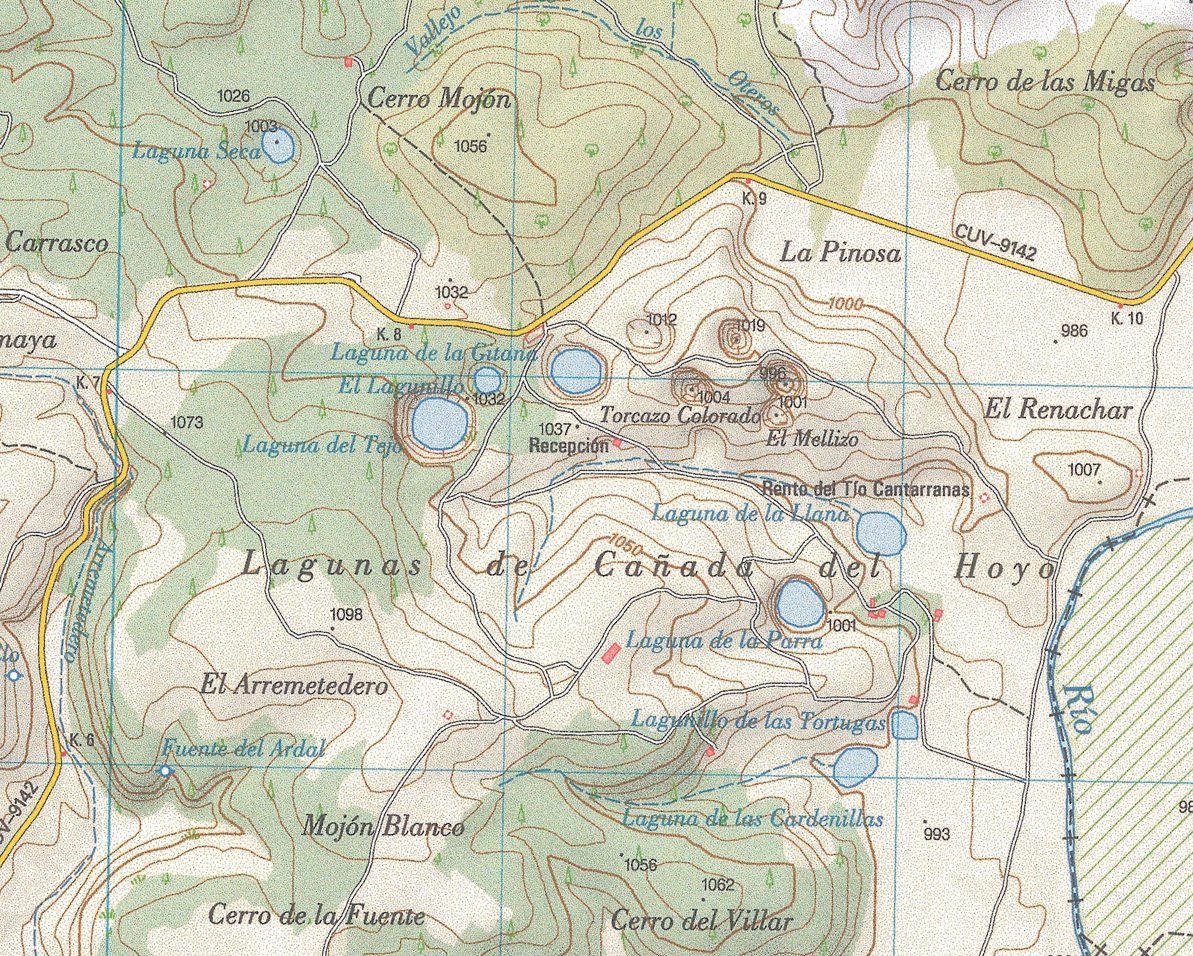
Lagunas de Cabeza del Hoyo en el Mapa Topográfico Nacional

### Laguna de la Gitana
La laguna de la Gitana también recibe el nombre de laguna de la Cruz. Se trata de uno de los pocos lagos meromícticos existentes en España: esta rara característica química es propia de lagunas ubicadas sobre terrenos en los cuales las aguas del fondo de la laguna no se mezclan nunca con las de la parte superior. En el caso de la Laguna de la Cruz, la zona de interfase se sitúa alrededor de los 13 m de profundidad. Así, se convierte en el hábitat ideal para una rara microfauna a la que pertenece una especie endémica, por lo que es objeto de múltiples estudios y publicaciones especializadas realizadas por la Unidad de Limnología de la Facultad de Ciencias Biológicas de la Universidad de Valencia.
En esta laguna, también se da en algunos veranos el llamado "fenómeno blanco" por los lugareños. Se trata del cambio de color que se produce en el agua de la laguna durante una semana al año, generalmente la segunda quincena de julio, pasando del color azul verdoso a azul blanquecino lechoso y perdiendo la transparencia del agua, más parecida en el punto álgido del fenómeno blanco a la horchata. Este fenómeno no es más que la precipitación química del carbonato magnésico y del carbonato cálcico en forma de cristales de dolomita y calcita por causa de la producción fotosintética del fitoplancton que crece en la laguna durante el verano.

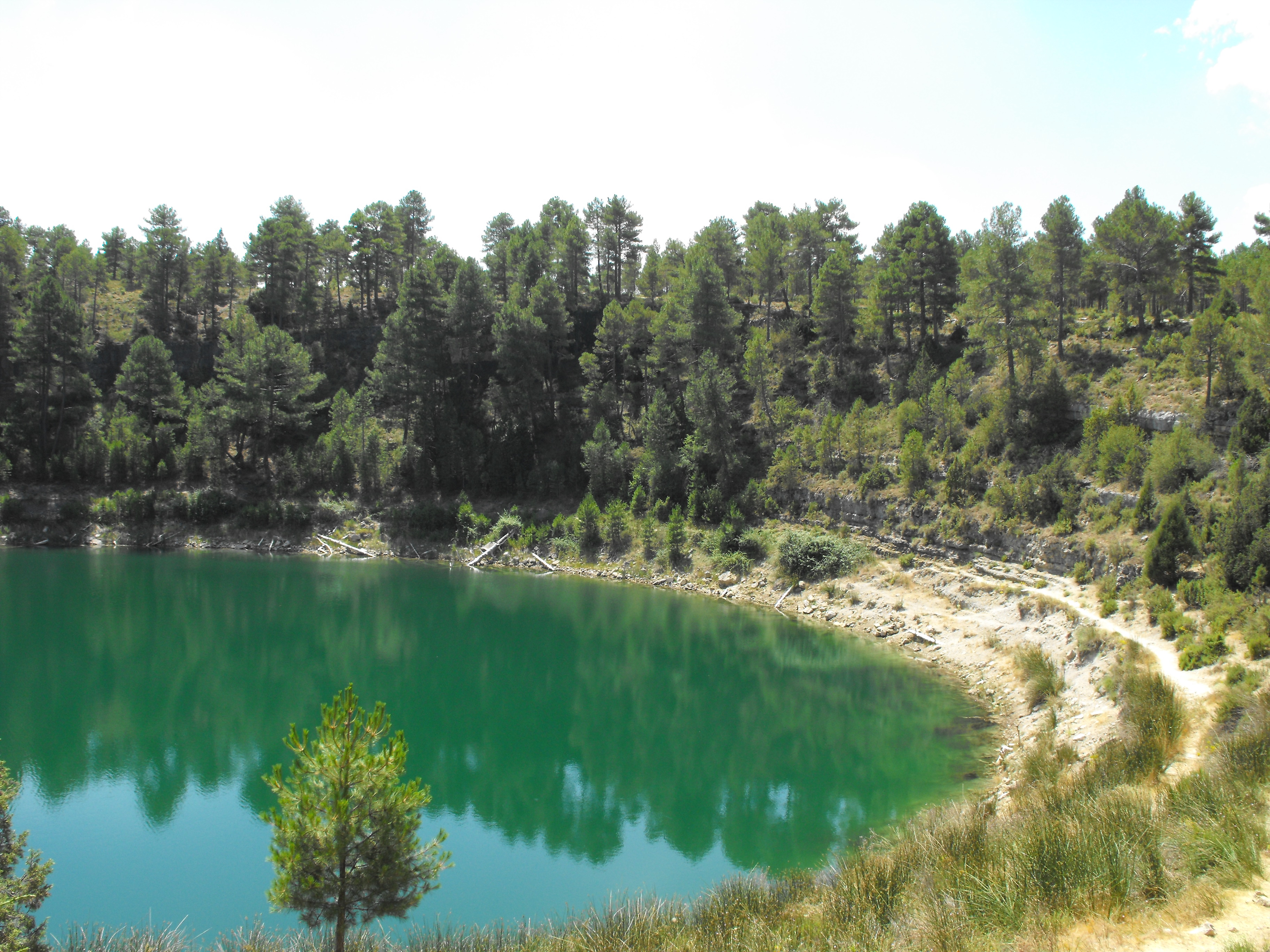
Laguna de la Gitana

Por ser la laguna más próxima a la carretera es también la más expuesta a las agresiones de los visitantes, que por falta de conciencia ecológica o de información la utilizan como piscina, convierten en un basurero los alrededores, y degradan irremediablemente el ecosistema, aunque las capas profundas de la zona estratificada son difícilmente alterables por los visitantes. Mucho más peligroso es el alarmante descenso del nivel del agua experimentado por esta y otras lagunas en los últimos veinte años, de cerca de cinco metros, y el creciente uso turístico de la zona.

### Laguna del Tejo
La laguna del Tejo es la más grande de todo el conjunto (150 m de diámetro) y también la más profunda: 30 m aproximadamente. Su cubeta alberga una fuente y numerosas especies vegetales, sobre todo en la vertiente de umbría, entre las que destacan los tejos que le dan nombre. Un estrecho muro de piedra la separa del lagunillo del Tejo, cuya circunferencia queda casi tangente.
Las aguas de esta laguna son las más transparentes del conjunto lagunar, llegando la penetración luminosa hasta el fondo de la laguna.

### Lagunillo del Tejo

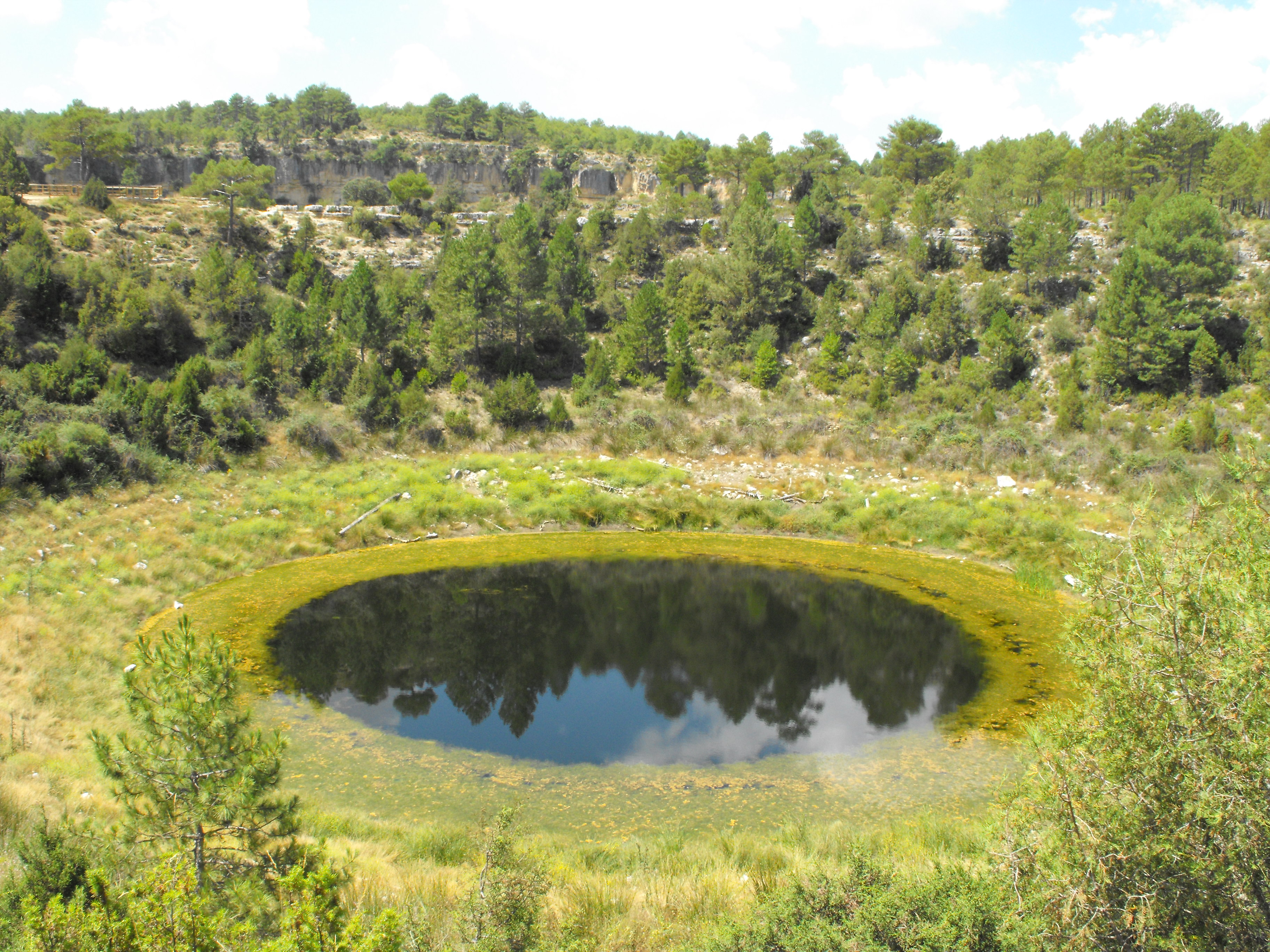
Lagunillo del Tejo

Los lagunillos de "aguas negras", Tejo y Tortugas, constituyen un ecosistema diferente a las demás lagunas. La poca profundidad, entre 5 y 8 m, permite a la luz del sol llegar hasta el fondo, activando la proliferación de poblaciones vegetales y animales hasta el punto de sobrepasar la capacidad de regeneración de la materia orgánica dentro del sistema. La tonalidad de sus aguas se debe al efecto de dispersión de la luz de las partículas orgánicas en suspensión, así como la concentración de plancton y clorofila. El agua no es de color negro, sino totalmente transparente y la apreciación de no reflejo del color del cielo las hace ver como de color negro.

## Grupo inferior (7 Leguas)

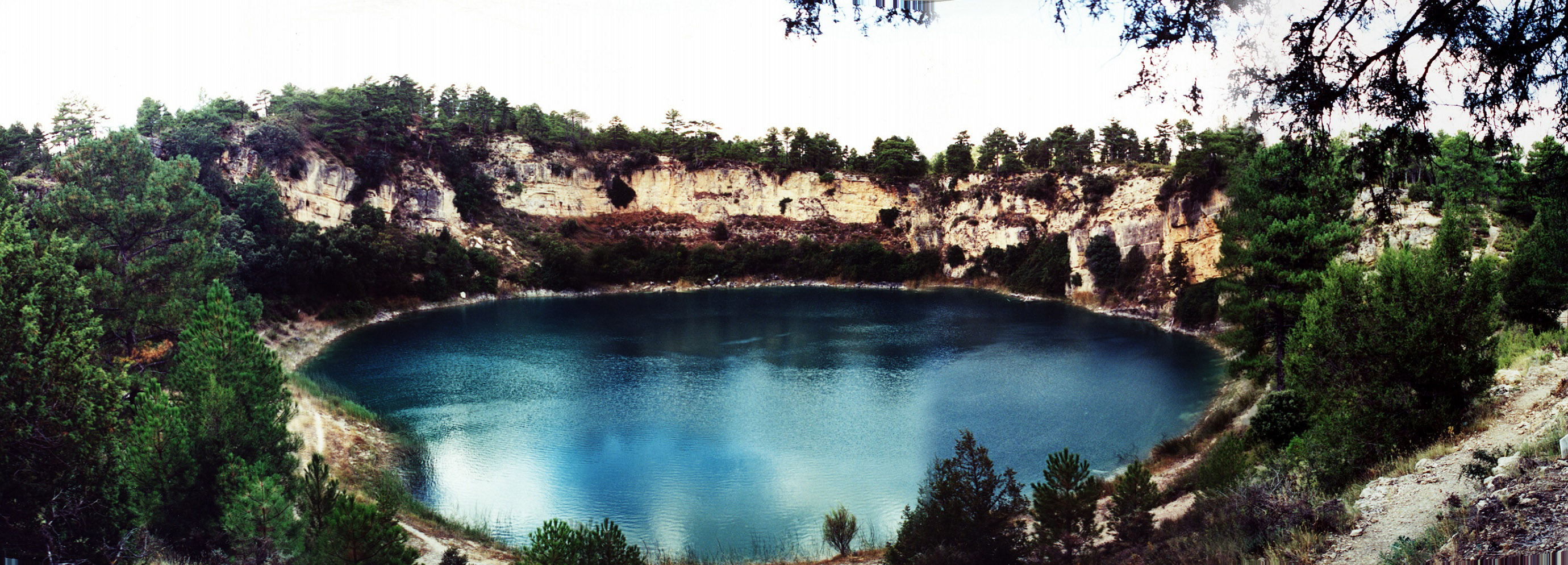
Laguna Parra en Cañada del Hoyo: la luz, el clima, la estación y demás aspectos influyen en el color del agua de tal forma que fotos tomadas en momentos oportunos, parecen cuadros.

### Laguna Parra

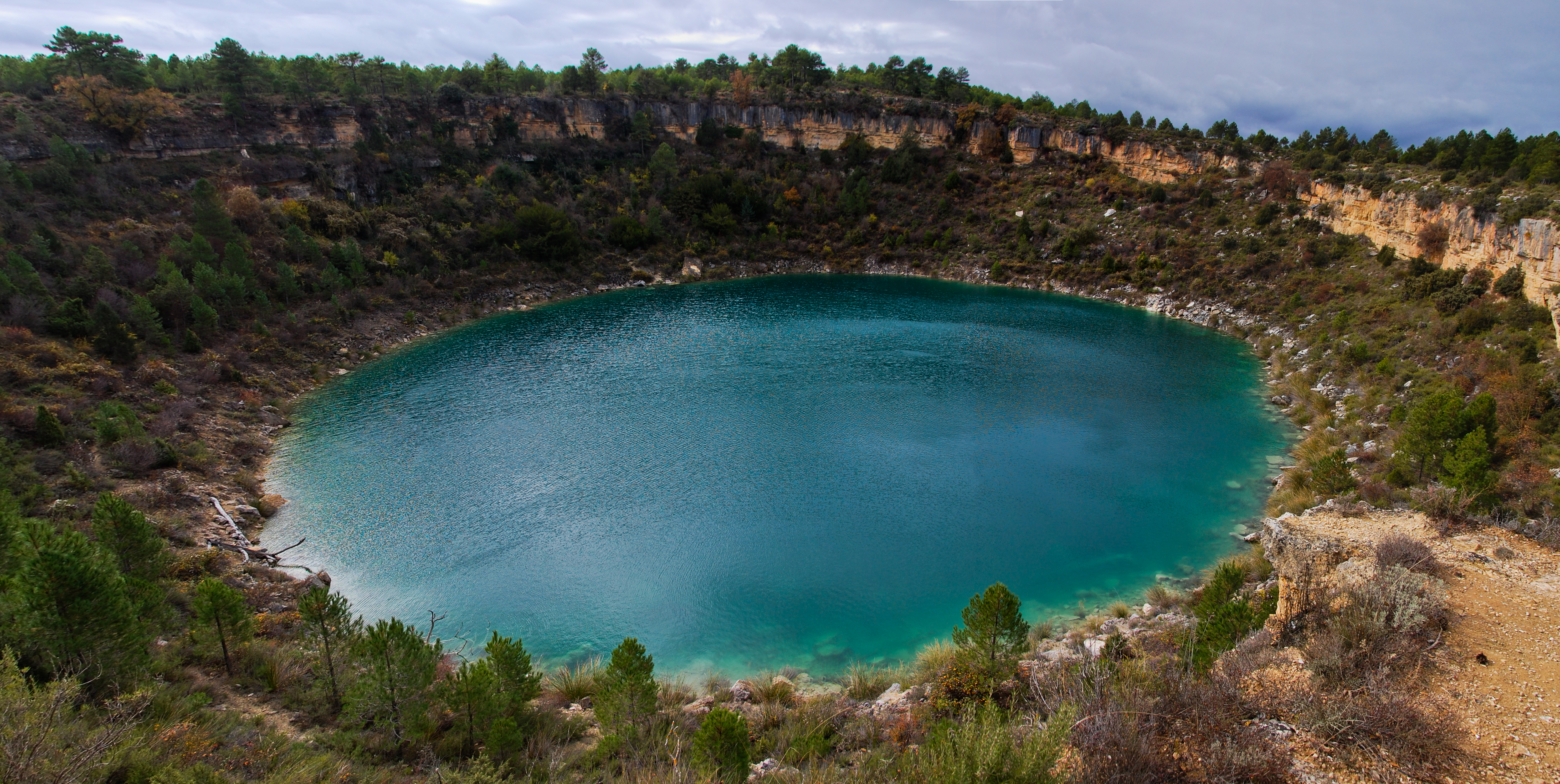
Laguna del Tejo.

La laguna de la Parra destaca dentro del conjunto por la singularidad geológica de su pared, la variedad de plantas que acoge en su cubeta y la increíble mineralización y transparencia de sus aguas. Tiene unos 13 m de profundidad y se suele estratificar en verano.
Pueden distinguirse en su anfiteatro rocoso hasta tres fallas, que evidencian las distintas direcciones de los estratos.
Un paseo botánico recorre su vertiente menos empinada, para dejar al visitante contemplar la gran variedad y cantidad de árboles, arbustos y herbáceas que crecen al abrigo de la pared de roca, favoreciéndose del microclima que la laguna genera en este protegido entorno. El contraste de la vegetación interior, en su mayoría caducifolia, con la vegetación del exterior, perennifolia, es patente en especial durante la primavera y el otoño, cuando los vivos colores de las hojas crean un vistoso cuadro.

### Laguna Cardenillas
Esta laguna llama la atención al visitante por la tonalidad azul cardenillo de sus aguas, especialmente evidente en la época estival, cuando el agua de todas las lagunas se aclara considerablemente. Las recientes teorías sobre la formación formuladas por el grupo de trabajo de Klaus Bitzer apuntan a que la información extraída de las características geológicas de esta laguna serán clave a la hora de cerrar una teoría definitiva sobre la formación de este singular conjunto.

### Lagunillo de las Tortugas
El lagunillo de las Tortugas alberga, como su nombre indica, una importante cantidad de reptiles y anfibios que prefieren estas aguas cargadas de alimento frente a las limpias y cristalinas de las lagunas adyacentes.
Se encuentra en el límite del valle del río Guadazaón, lo que estabiliza el nivel de sus aguas. 

### Laguna Llana
El nombre de esta laguna la describe fielmente: tanto su entorno como su fondo son mucho menos abruptos que en las demás lagunas. Los materiales blandos existentes en esta zona, dentro ya del valle del río Guadazaón son los que van colmatando la cubeta. Su profundidad máxima es de unos 6 m. 
Sus aguas tienen un tono verdoso que evidencia la riqueza de algas, que es la base de la riquísima cadena biológica que aquí se desarrolla, y que atrae a una mayor cantidad de aves y mamíferos.